# Hymenophyllum francii
Hymenophyllum francii är en hinnbräkenväxtart som först beskrevs av Christ, och fick sitt nu gällande namn av Ebihara och K. Iwats. Hymenophyllum francii ingår i släktet Hymenophyllum och familjen Hymenophyllaceae. Inga underarter finns listade.